# Lance Archer

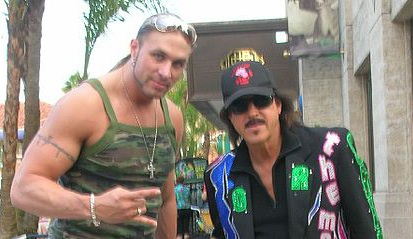
Lance (esquerda) com Jimmy Hart (direita)

Lance Wait Hoyt (Hearne, 28 de fevereiro de 1977) é um lutador de wrestling profissional norte-americano, atualmente trabalha para a All Elite Wrestling (AEW) com o ring name Lance Archer.
Hoyt iniciou sua carreira em 2000 e trabalhou no Total Nonstop Action Wrestling (TNA) de 2004 a 2009. Na TNA, ele lutou primeiro como Dallas , vencendo o NWA World Tag Team Championship duas vezes com Kid Kash . Depois que Diamond Dallas Page assinou com a TNA, ele mudou seu nome para Lance Hoyt e formou uma equipe de tag com bandas de rock com Jimmy Rave e Christy Hemme, o Rock N Rave Infection. Depois que Hoyt deixou a TNA, ele assinou com a WWE, onde trabalhou até 2010 como Vance Archer.  Depois que ele saiu da WWE, ele assinou um contrato com a promoção japonesa New Japan Pro-Wrestling , onde ele trabalha como Lance Archer. Durante seus primeiros anos, ele se juntou à Suzuki-Gun de Minoru Suzuki, vencendo a G1 Tag League 2011 com a Suzuki. Quando Davey Boy Smith Jr. chegou ao NJPW, eles foram emparelhados como Killer Elite Squad , vencendo entre 2014 e 2019 duas vezes o IWGP Tag Team Championship, o NWA World Tag Team Championship duas vezes e o NOAH'S GHC Tag Team Championship duas vezes.  Quando Smith deixou a promoção em 2019, Archer se tornou um lutador solo, vencendo o IWGP United States Championship. Em 26 de fevereiro de 2020, foi anunciado que Archer havia assinado com a All Elite Wrestling.

## Carreira no Wrestling

### Texas
Em 2000, Hoyt começou como lutador em Solo Faitala e estreou em Julho de 2000 enfrentando Tarzan Taylor em sua primeira luta. Ele passou os próximos quatro anos lutando no circuito independente de Texas usando os rings names Lance Steel e Breakdown, sendo este último criado sem querer por Hoyt, quando no Corpus Christi ele esqueceu sua attire em casa e teve que lutar com sua roupa normal. O ring name mais conhecido de Hoyt no circuito independente de Texas foi Shadow, um personagem sombrio, vilão. Ele lutou na Professional Championship Wrestling (PCW) como Shadow de 2000-2009, e enfrentou lutadores, tais como Paul London e Ahmed Johnson. Quando Hoyt assinou com a TNA, ele teve que sair da PCW, porém, ele voltou em 2006 com o Ring Name de Lance "Shadow" Hoyt. Ele ganhou o PCW Tag Team Title com Wally Darkmon em 2006. Em 2007, ele virou o primeiro AMW Heavyweight Champion vencendo Shawn Stasiak. Ele perdeu o title em 4 de Abril de 2008 em Bonham, Texas em uma three-way dance envolvendo também Action Jackson e Mike Foxx. Em 2008, Hoyt voltou a ser chamado de Shadow usando uma máscara.No verão de 2008, Hoyt tirou sua máscara e voltou a ser conhecido como na TNA. Ele era conhecido como "The TNA Rockstar" Lance Hoyt.

### Total Nonstop Action Wrestling

#### 2004-2007
Hoyt foi contratado pela TNA em Março de 2004 e imediatamente se uniu com Kid Kash. Ele e Kash participaram do torneio valendo o NWA World Tag Team Championship e venceram o título após vencerem Low Ki & Christopher Daniels em 7 de Abril. Eles perderam os títulos para D'Lo Brown e Apolo, porém, na semana seguinte, eles recuperaram o title. O segundo e útlimo reinado deles acabou em 4 de Junho após eles serem derrotados pela America's Most Wanted.
Após Kash ser suspenso da TNA em Junho de 2004, Hoyt começou a participar somente de dark matches. Ele ficou muito tempo sem aparecer e só voltou quando Kash voltou da suspensão feudando contra AJ Styles. Em Janeiro de 2005, Hoyt começou a lutar com seu nome verdadeiro sob instrução do booker Dusty Rhodes. Hoyt e Kash perderam para America's Most Wanted pelo NWA World Tag Team Title no Against All Odds, antes de Kash ser demitido da TNA em 19 de Abril de 2005. Sem parceiro, Hoyt fez tag com Chris Candido para enfrentar Sonny Siaki & Apolo em uma cage match no Lockdown, onde eles perderam.
Ele fez feud com o Team Canada em 2005 perdendo para Abyss no Sacrifice. Ele perdeu para Monty Brown no Bound for Glory e foi envolvido em uma 10-man Gauntlet Match na mesma noite para ver quem enfrentaria o NWA World Heavyweight Champion Jeff Jarrett. Na luta, Hoyt foi eliminado pelo eventual vencedor Rhino. Ele depois, começou a fazer tag com Matt Bentley em algumas matches midcarders. A tag acabou após Hoyt acertar acidentalmente Bentley com uma chair. Hoyt venceu Bentley no Destination X. Ele voltou a TNA no No Surrender em uma Triple Chance Tag Team Battle Royal com seu parceiro Ron "The Truth" Killings, mas eles foram uns dos primeiros eliminados da luta. Hoyt voltou a fazer tag com Killings para vencer Matt Bentley e Kazarian.
Hoyt participou do Fight for the Right Tournament, onde ele foi um dos útlimos dois homens que sobraram, passando assim para a terceira fase. Ele perdeu para Abyss que venceu uma title shot pelo NWA World Heavyweight Championship. No Genesis, Hoyt & Killings venceram Austin Starr e Alex Shelley com Kevin Nash na ringside.

#### The Rock 'n Rave Infection (2007–2009)
Hoyt começou a fazer time com Voodoo Kin Mafia (VKM). Seu papel era de amigo e de guarda-costas, assistindo suas lutas. No Slammyversary, VKM venceu Bashan e Damaja quando Kip James venceu Bashan, Kip queria atacar Christy Hemme, porém Hoyt a beijou. Hoyt perdeu para Abyss em um episódi da iMPACT. Lance Hoyt começou a fazer tag com Jimmy Rave, a tag chamava The Rock 'n Rave Infection, cuja manager era Christy Hemme. Eles virarão uma "banda" comediante.
Hoyt participou do Lockdown em uma "Cuffed in the Cage" match perdendo para o eventual vencedor, Super Eric. Ele mudou seu ring name para Lance Rock na iMPACT de 16 de Julho, quanto ele foi derrotado para Matt Morgan.
Desde então, The Rock 'n Rave Infection perdeu para Abyss & Matt Morgan, The Latin American Xchange e The Prince Justice Brotherhood (Super Eric, Shark Boy e Curry Man). Em 10 de Fevereiro de 2009, Hoyt foi demitido da TNA, fazendo sua última luta em 26 de Fevereiro onde ele e Rave perderam para Beer Money, Inc. em uma "Off the Wagon Challenge".

### World Wrestling Entertainment

#### Florida Championship Wrestling (2009)
Após um pequento tempo na All Japan Pro Wrestling como membro da Voodoo Murders, em 26 de Abril de 2009 Hoyt anunciou que tinha sido contratado pela WWE. Ele lutou no território de desenvolvimento da WWE, a Florida Championship Wrestling com o ring name de Lance Archer. Em sua primeira luta, ele fez tag com Jon Cutler, mas foram derrotados por Duke Rotundo e Vic Adams. Seu ring name então mudou para Vance Archer.

#### ECW (2009-2010)
No episódio de 3 de Novembro da ECW, Hoyt, agora de cabelo cortado e com uma nova attire, fez seu debut sob o nome de Vance Archer como heel, vencendo um jobber local. Depois de vários jobbers nas próximas semanas, Archer venceu Tommy Dreamer em 8 de Dezembro na ECW. Archer continuou com sua streak vencedora, vencendo novamente Dreamer no WWE Superstars de 17 de Dezembro de 2009. Na ECW de 22 de Dezembro, Archer venceu Goldust no "ECW Homecoming", onde o vencedor lutaria contra o ECW Champion Christian no Royal Rumble. Ele então começou uma feud com Shelton Benjamin, Archer perdeu para Shelton por DQ no Superstars de 31 de Dezembro. Em 12 de Janeiro de 2010, Shelton Benjamin venceu Archer na Battle Royal Homecoming. Na semana seguinte no WWE Superstars, Archer perdeu para Benjamin. Os dois continuaram a troca de vitórias. Hoyt fez seu debut em WrestleMania em 28 de Março de 2010, quando ele competiu na 26-man battle royal na dark match da Wrestlemania XXVI, onde foi eliminado.

#### SmackDown (2010)
Depois do fim da ECW, Archer começou a competir em dark matches e na FCW e foi movido à SmackDown, formando tag com Curt Hawkins. Eles fizeram o debut juntos na televisão em 13 de Maio no WWE Superstars vencendo dois jobbers locais. Depois da luta, Hawkins e Archer ganharam um contrato de 30 dias para causar impacto. A tag fez seu debut na SmackDown em 21 de Maio vencendo outros jobbers. Querendo causar impacto, eles atacaram Montel Vontavious Porter (MVP) e Christian nos episódios de 04 e 11 de Junho, vencendo ambos em 18 de Junho. A partir da semana seguinte, eles começaram ser chamados de "The Gatecrashers".
No dia 19 de Novembro, Hoyt é demitido pela WWE

## No wrestling
- Finishers
  - Blackout (Inverted crucifix powerbomb)
  - Boot From Hell (Running big boot)
  - Single Hand Overhead Choke Suplex
  - Texas Tornado Slam (Fall forward fireman's carry facebuster)
  - Texas Tower Bomb (Leg trap one shoulder powerbomb) – 2005–2006
  - Snap Reverse DDT - WWE 2009
  - Catatonic seguindo de um facebuster
  - Backbreaker drop
  - Big boot
  - Corner–to–corner missile dropkick – 2005–2006
  - Chokeslam
  - Diving clothesline
  - Fallaway slam
  - Moonsault
  - Multiple suplex variations
    - Belly to belly
    - German
    - Vertical

  - Neckbreaker
  - Pumphandle slam
  - Scoop powerslam
  - Sidewalk slam
- Managers
  - Allison Danger
  - Christy Hemme
- Lutadores de quem foi manager
  - Kid Kash
  - Voodoo Kin Mafia

## Campeonatos e prêmios
- American Made Wrestling
  - AMW Heavyweight Championship (1 vez)
- Professional Championship Wrestling
  - PCW World Heavyweight Championship (4 vezes)
  - PCW World Tag Team Champion (3 vezes)
  - PCW World Television Champion (3 vezes)
- Total Nonstop Action Wrestling
  - NWA World Tag Team Championship (2 vezes)[1] – com Kid Kash
- Wrestling Observer Newsletter awards
  - Worst Worked Match of the Year (2006) TNA Reverse Battle Royal noTNA Impact!
- Outros títulos
  - GZW Heavyweight Championship (1 vez)
  - STEW Heavyweight Championship (2 vezes)